# Lonesome Luke, Social Gangster
Lonesome Luke, Social Gangster è un cortometraggio muto del 1915 diretto da J. Farrell MacDonald e Hal Roach, interpretato da Harold Lloyd.

## Trama
Luke, un vagabondo, viene ammesso ad una gara di ballo insieme a una bella milionaria, ma quando viene espulso, torna armato di una pistola, creando scompiglio.

## Produzione
Il film fu prodotto dalla Rolin Films (come Phunphilms). Venne girato dal 9 settembre al 1º ottobre 1915.

## Distribuzione
Distribuito dalla Pathé Exchange, uscì nelle sale cinematografiche USA il 29 dicembre 1915.